# Subdivisions de la Mauritanie
La Mauritanie est divisée en six régions composées de 12 wilayas et un district fédéral. Chaque wilaya est elle-même subdivisée en départements ou moughataa (52 au total), divisés en 216 communes. Les régions et les municipalités sont des entités décentralisées dotés de conseils régionaux et  municipaux ainsi que de présidents de régions élus au suffrage direct.

## Régions

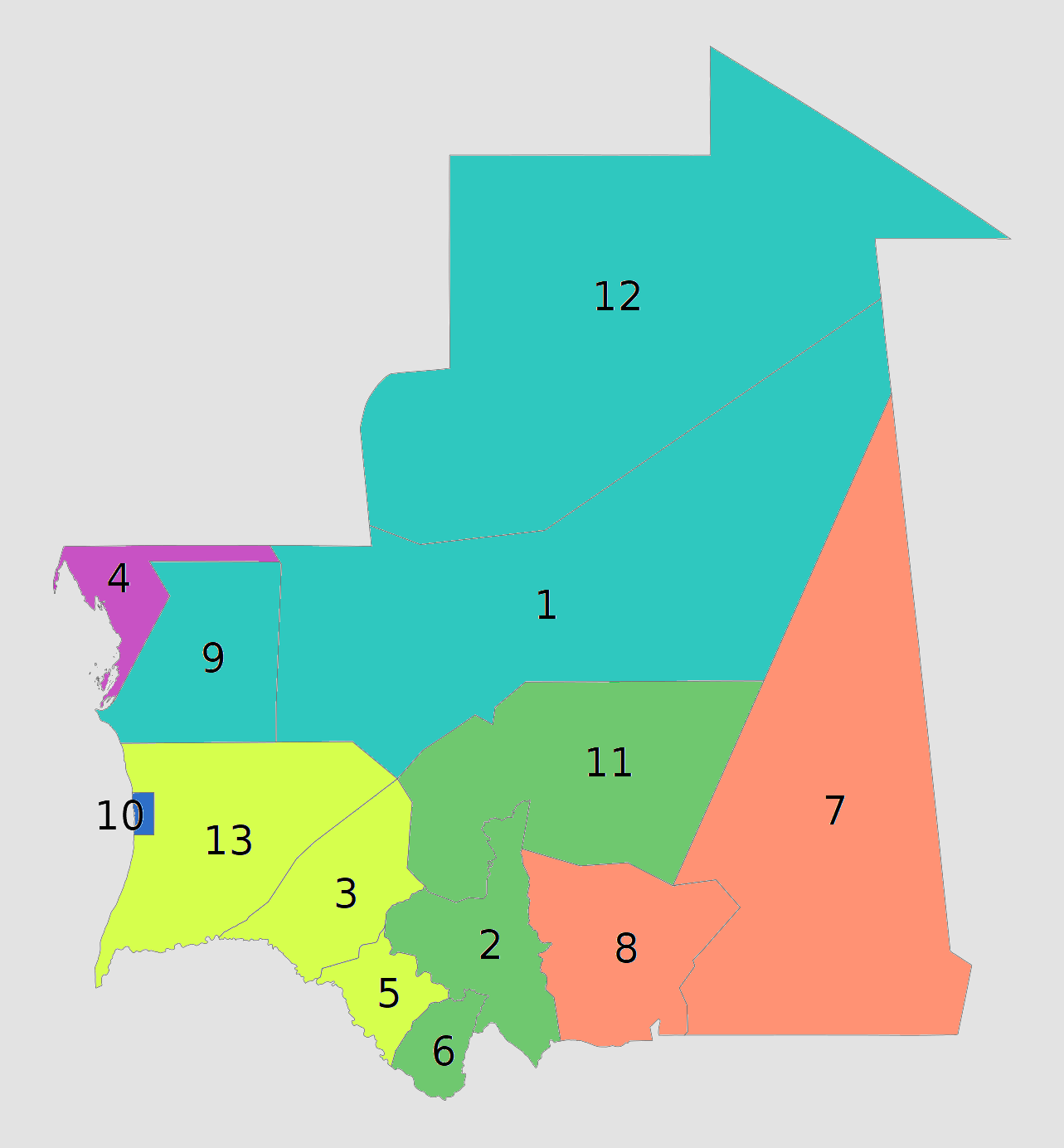
Les six régions de Mauritanie et les wilayas qui les composent

À la suite du référendum constitutionnel de 2017, une décentralisation a été mise en place avec la création de six régions. Le 8 janvier 2018, l’Assemblée nationale mauritanienne entérine ce choix en votant une loi organique mettant en place six régions administratives regroupant les districts (willayas) existants.
La première regroupe les willayas de Hodh el Gharbi et de Hodh el Charqui ; la seconde celles de l’Assaba, du Tagant et du Guidimaka ; la troisième celles du Gorgol, du Brakna et du Trarza ; la quatrième celles du Tiris Zemmour, de l’Adrar et de l’Inchiri ; la cinquième se substitue à la Communauté urbaine de la capitale Nouakchott et la sixième remplace la willaya de Dakhlet Nouadhibou, seconde ville du pays,.
La loi organique accorde aux régions des compétences en matière de développement économique, social, culturel et scientifique sur leur territoire. Elles sont administrées par un conseil régional élu au suffrage universel direct pour un mandat de cinq ans, et par un exécutif composé d’un président de région également élu au suffrage direct. Les conseils régionaux élisent pour leur part les vice-présidents en leur sein,.

## Wilayas

Carte des wilayas

Le 25 novembre 2014, la wilaya de Nouakchott est divisée en trois nouvelles entités : Nouakchott-Nord, Nouakchott-Ouest et Nouakchott-Sud.
|    | Wilayas            | Chef-lieu        |
| -- | ------------------ | ---------------- |
| 1  | Adrar              | Atar             |
| 2  | Assaba             | Kiffa            |
| 3  | Brakna             | Aleg             |
| 4  | Dakhlet Nouadhibou | Nouadhibou       |
| 5  | Gorgol             | Kaédi            |
| 6  | Guidimakha         | Sélibabi         |
| 7  | Hodh Ech Chargui   | Néma             |
| 8  | Hodh El Gharbi     | Aïoun el-Atrouss |
| 9  | Inchiri            | Akjoujt          |
| 10 | Nouakchott-Nord    | Dar Naim         |
| 10 | Nouakchott-Ouest   | Tevragh Zeïna    |
| 10 | Nouakchott-Sud     | Arafat           |
| 11 | Tagant             | Tidjikdja        |
| 12 | Tiris Zemmour      | Zouerate         |
| 13 | Trarza             | Rosso            |

## Moughataas

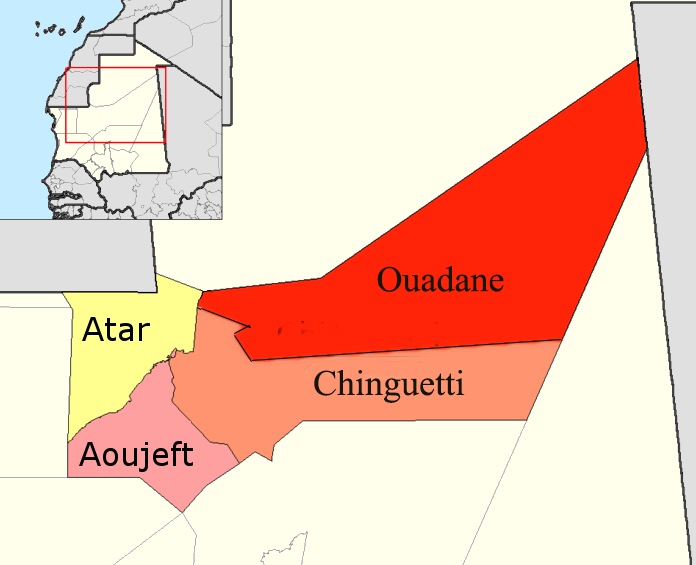
Départements d’Adrar
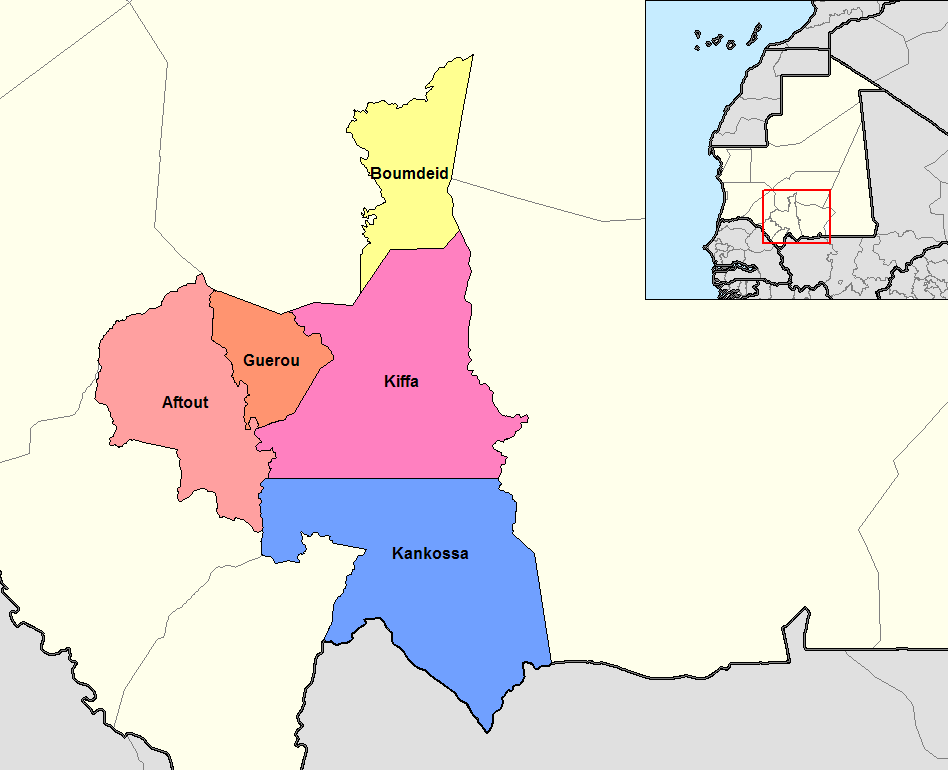
Départements d’Assaba
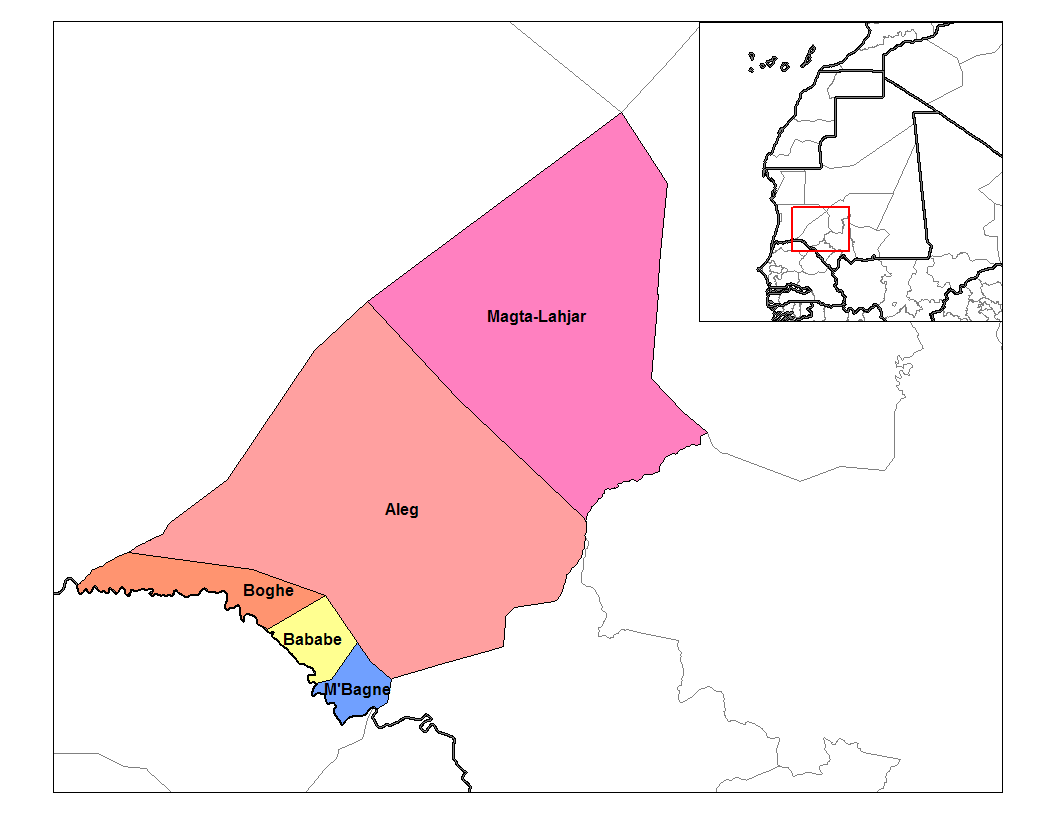
Départements de Brakna
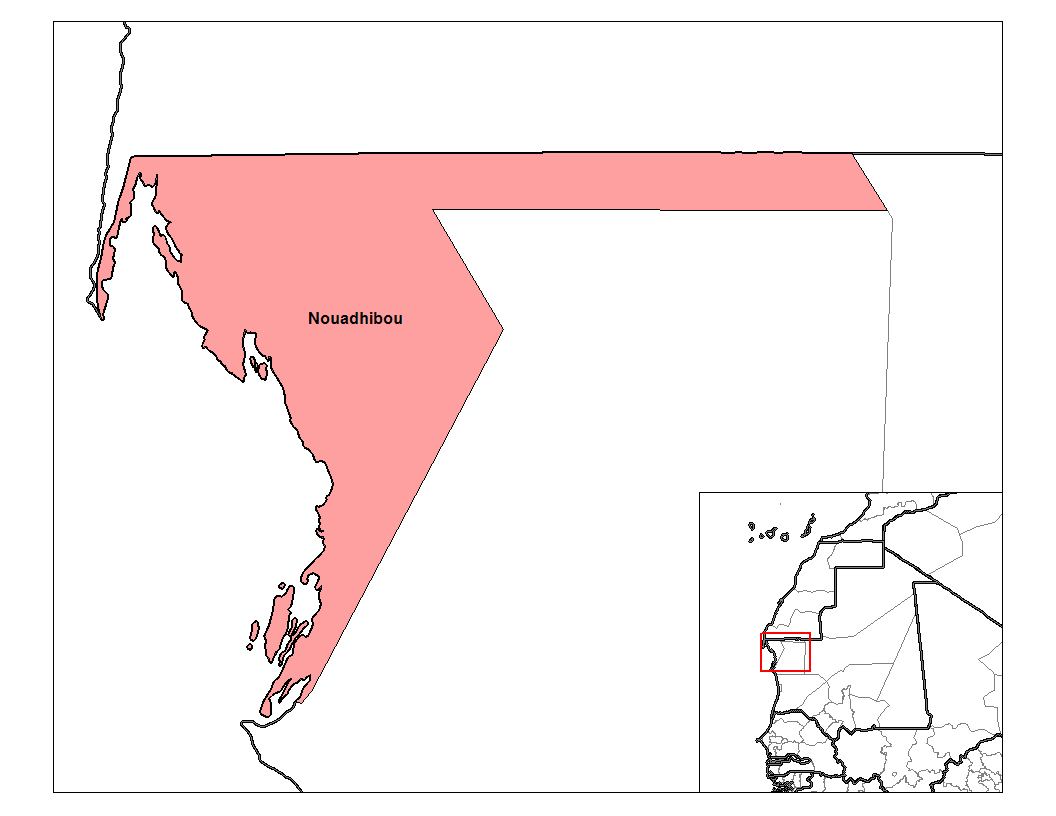
Département de Dakhlet Nouadhibou
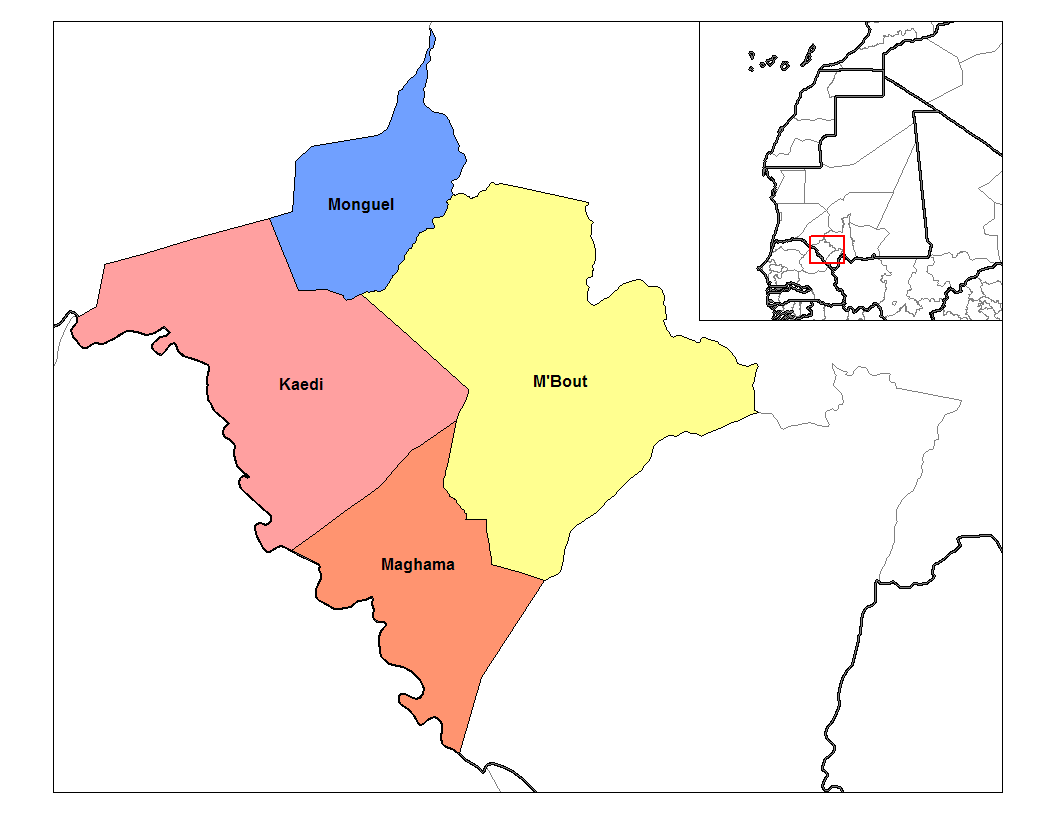
Départements de Gorgol
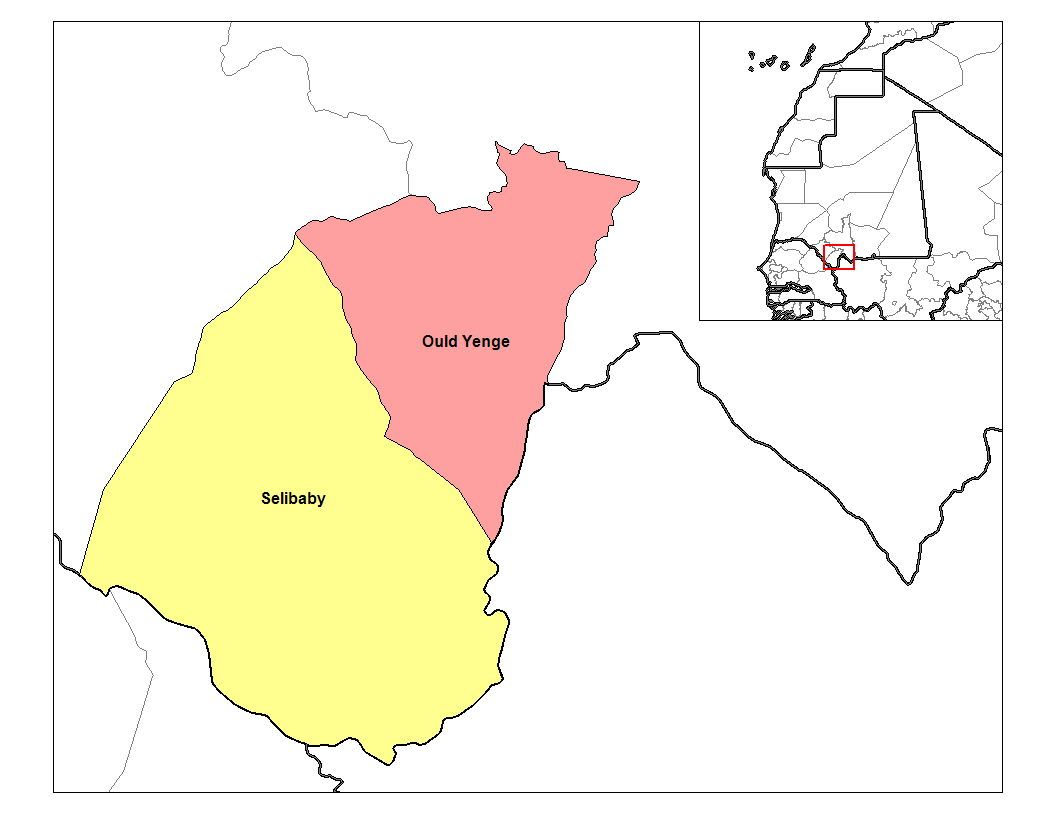
Départements de Guidimaka
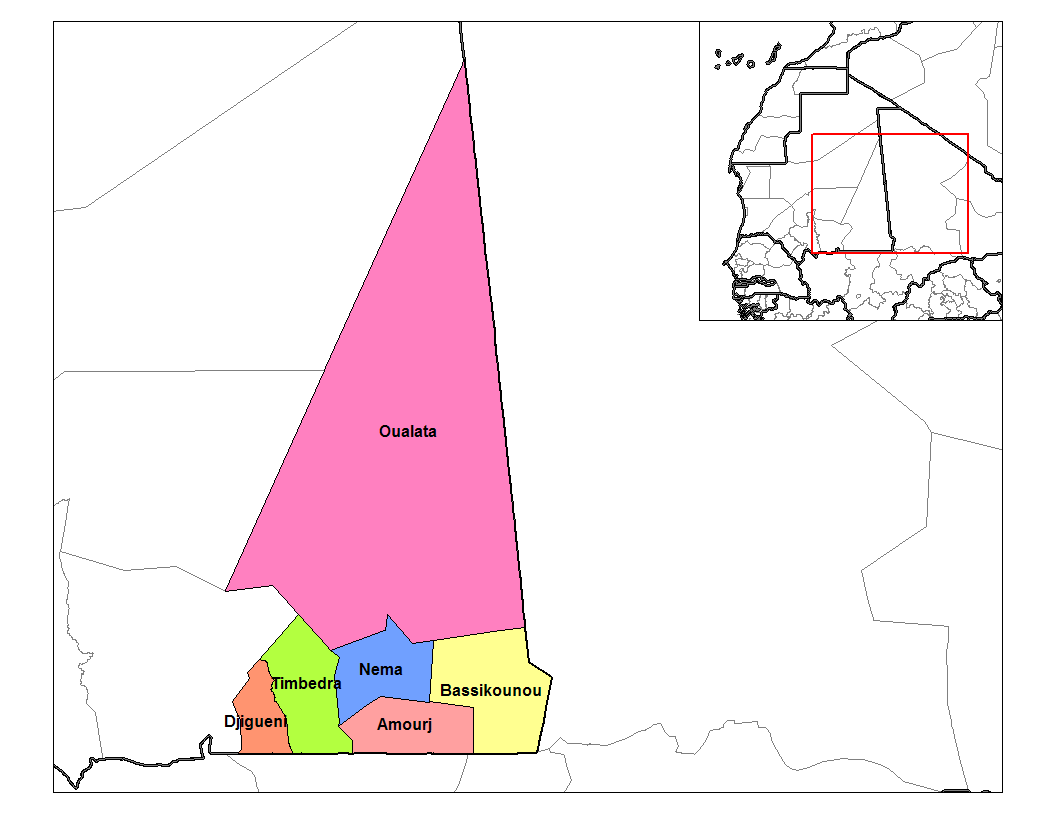
Départements de Hodh Ech Chargui
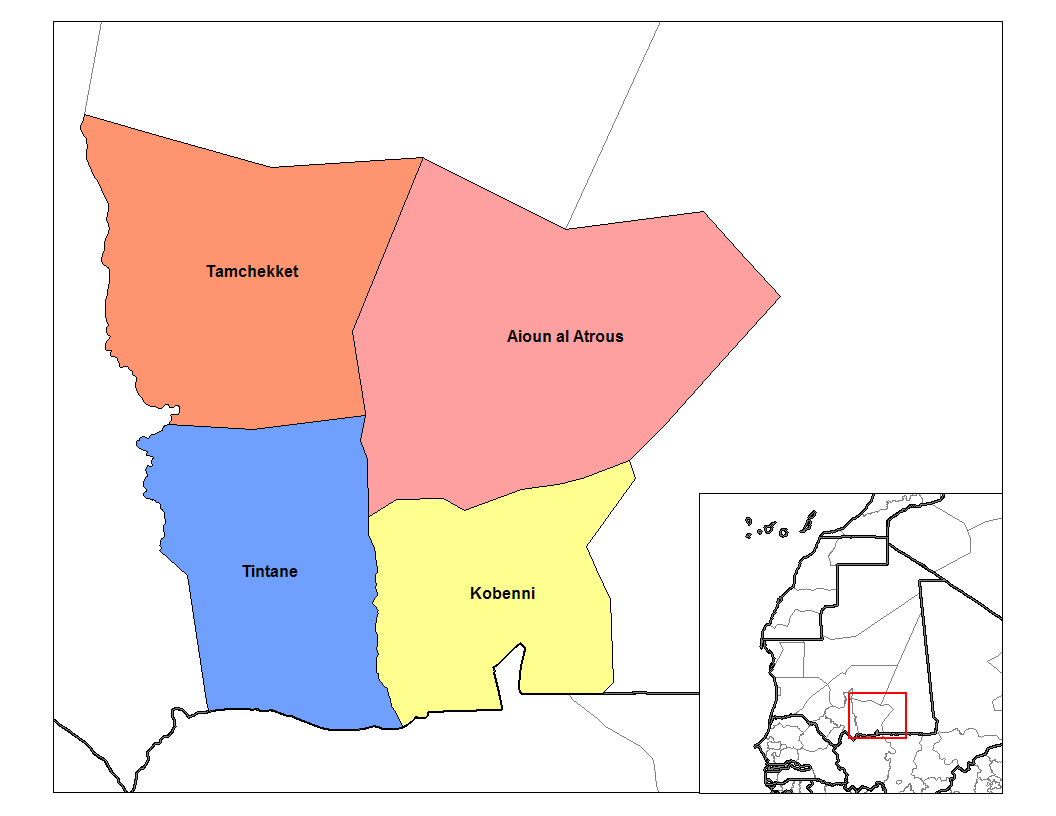
Départements de Hodh El Gharbi
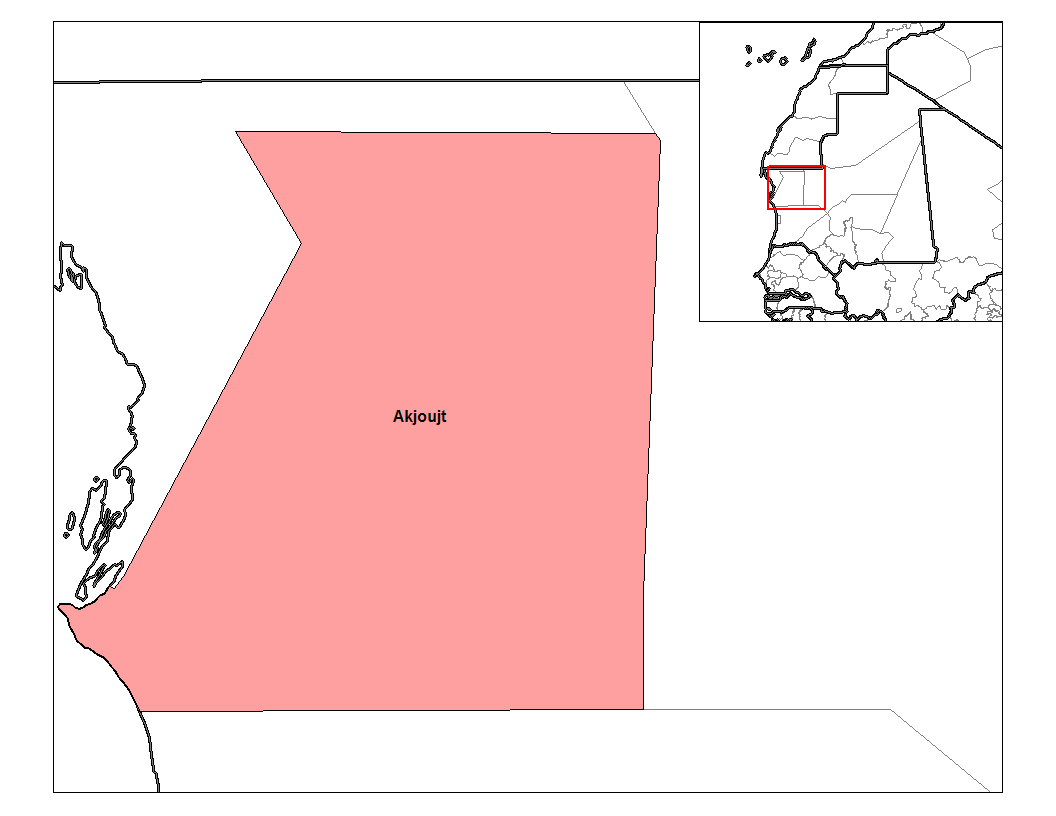
Département d’Inchiri
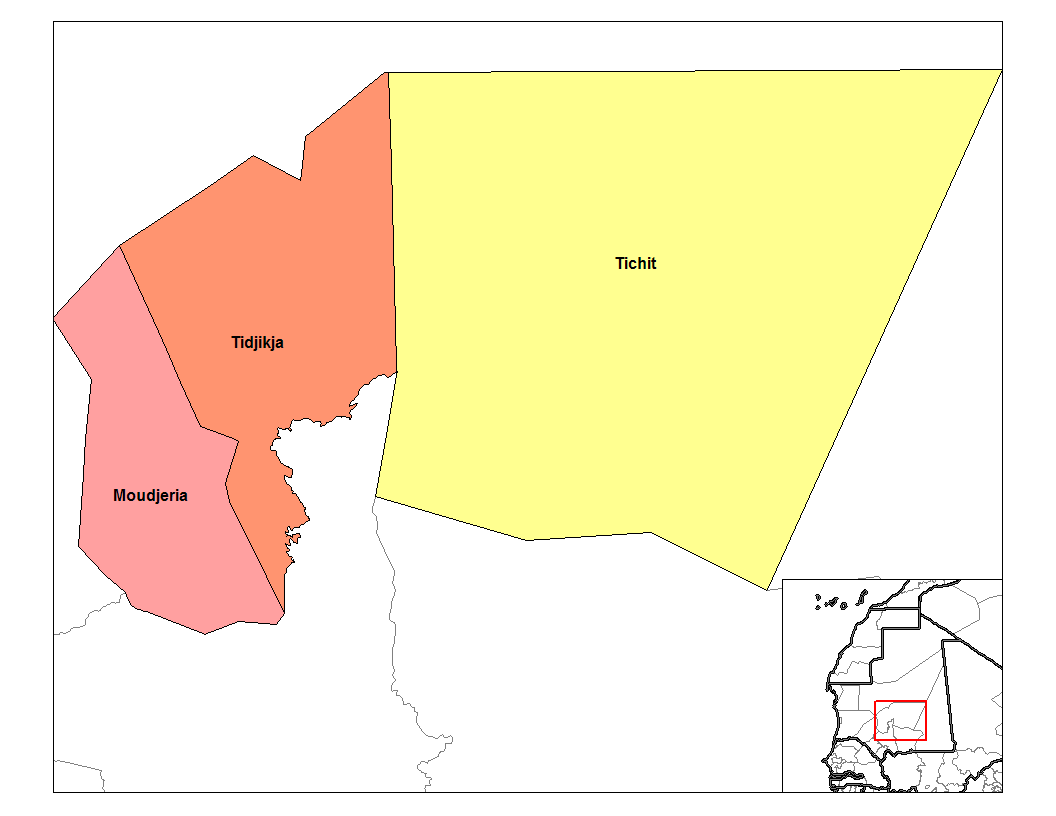
Départements de Tagant
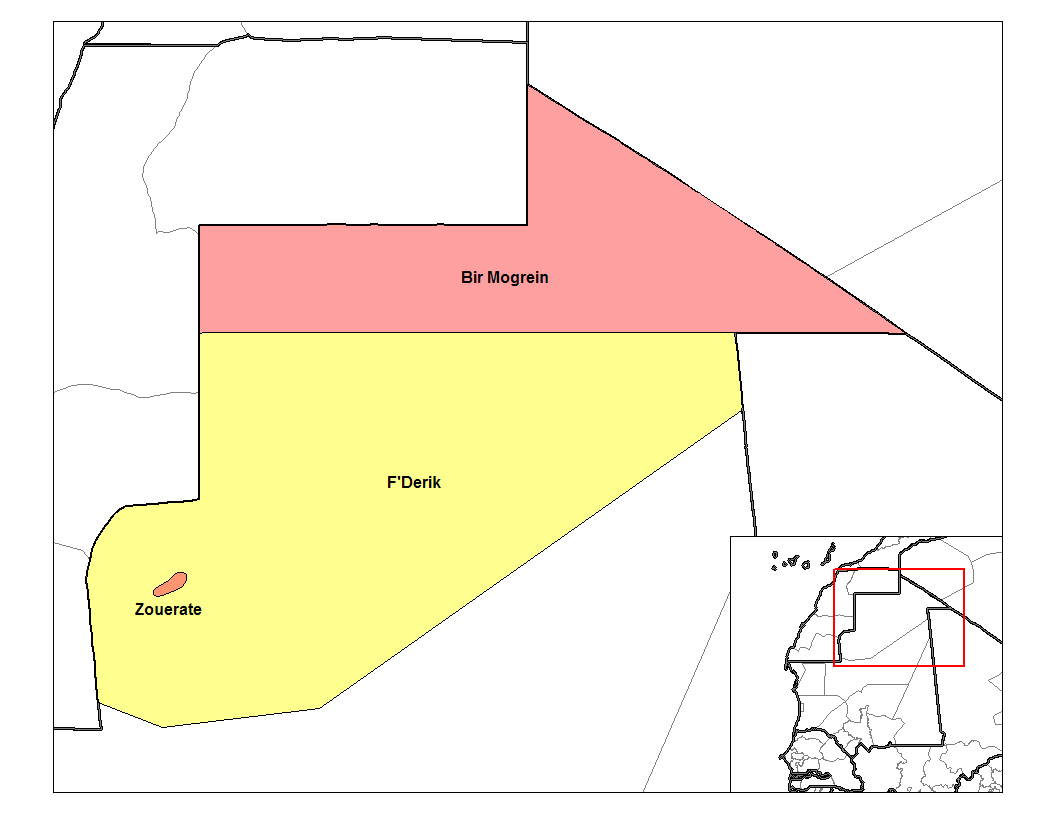
Départements de Tiris Zemmour
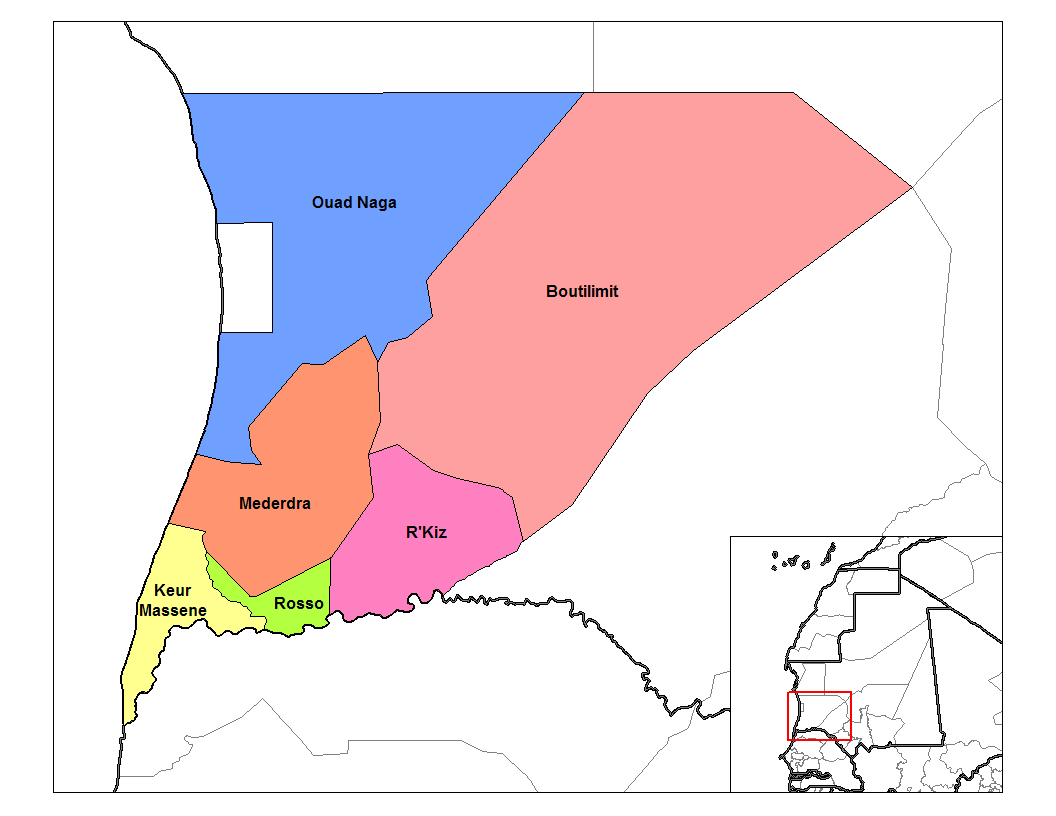
Départements de Trarza

### Adrar
- Département d'Aoujeft
- Département d'Atar
- Département de Chinguetti
- Département d'Ouadane

### Assaba
- Département de Barkewol (Aftout)
- Département de Boumdeid
- Département de Guerou
- Département de Kankossa
- Département de Kiffa

### Brakna
- Département d'Aleg
- Département de Bababé
- Département de Boghé
- Département de M'Bagne
- Département de Magta-Lahjar

### Dakhlet Nouadhibou
- Département de Nouadhibou

### Gorgol
- Département de Kaédi
- Département de Lexeiba
- Département de M'Bout
- Département de Maghama
- Département de Monguel

### Guidimakha
- Département de Ghabou
- Département d'Ould Yengé
- Département de Sélibabi
- Département de Wompou

### Hodh El Chargui
- Département d'Amourj
- Département de Bassikounou
- Département de Djiguenni
- Département de Néma
- Département d'Oualata
- Département de Timbedra

### Hodh El Gharbi
- Département d'Aïoun El Atrouss
- Département de Kobenni
- Département de Tamchekett
- Département de Tintane

### Inchiri
- Département d’Akjoujt

### Nouakchott-Nord
- Département de Dar Naim
- Département de Teyareth
- Département de Toujounine

### Nouakchott-Ouest
- Département de Ksar
- Département de Sebkha
- Département de Tevragh Zeïna

### Nouakchott-Sud
- Département d’Arafat
- Département d’El Mina
- Département de Riyadh

### Tagant
- Département de Moudjeria
- Département de Tichitt
- Département de Tidjikdja

### Tiris Zemmour
- Département de Bir Moghreïn
- Département de F'Derick
- Département de Zouerate

### Trarza
- Département de Boutilimit
- Département de Keur Macène
- Département de Mederdra
- Département d'Ouad Naga
- Département de R'Kiz
- Département de Rosso

## Communes
Les 216 conseils municipaux de Mauritanie sont composées de 9 à 21 sièges en fonction de la population de chaque commune. Leurs membres sont élus pour cinq ans selon un mode de scrutin mixte mêlant représentation proportionnelle et système à deux tours à finalité majoritaire. Si au premier tour une liste remporte la majorité absolue (50 % +1) des voix, les sièges sont répartis entre toutes les listes selon la méthode dite du plus fort reste, qui avantage les petites listes. À défaut, les deux listes arrivés en tête au premier tour s'affrontent lors d'un second, et les sièges sont répartis entre elles seules proportionnels au nombre de suffrages recueillis au second tour sur la base du quotient électoral.